# Siccia taiwana
Siccia taiwana là một loài bướm đêm thuộc phân họ Arctiinae, họ Erebidae.